# Revolution Dub
A Revolution Dub egy 1975-ös lemez a The Upsetters-től.

## Számok

### A oldal
1. "Dub Revolutions"
2. "Womans Dub"
3. "Kojak"
4. "Doctor On The Go"
5. "Bush Weed"

### B oldal
1. "Dreadlock Talking"
2. "Own Man"
3. "Dub The Rhythm"
4. "Rain Drops"

## Külső hivatkozások
- https://web.archive.org/web/20131109144347/http://www.roots-archives.com/release/298